# Dominik Spohr
Dominik Spohr (* 24. April 1989 in Hagen) ist ein ehemaliger deutscher Basketballspieler. Er bestritt 189 Einsätze in der Basketball-Bundesliga.

## Laufbahn
Spohr spielte für den BBV Hagen in der ersten Regionalliga und stand ab 2006 im Zweitligakader von Phoenix Hagen. Mit dem Verein stieg er 2009 in die Basketball-Bundesliga auf. Über den Status des Ergänzungsspielers kam er bei Phoenix nicht hinaus.
2012 wechselte er zum Bundesliga-Konkurrenten Gießen 46ers, wo er in der BBL-Saison 2012/13 im Durchschnitt 5,5 Zähler pro Partie erzielte. Nach einem Jahr in Gießen setzte Spohr seine Karriere in der 2. Bundesliga ProA bei der BG Göttingen fort. 2014 wurde er mit den „Veilchen“ ProA-Meister und stieg zum zweiten Mal in seiner Spielerlaufbahn in die Bundesliga auf. Vor der Saison 2016/17 wurde er Göttinger Mannschaftskapitän. Im April 2017 gab Spohr bekannt, die BG am Ende der Saison 2016/17 zu verlassen. Er kehrte in seine Heimatstadt zurück und unterzeichnete im Mai 2017 einen Dreijahresvertrag bei Phoenix Hagen, das nach dem Entzug der Erstligalizenz während der Saison 2016/17 einen Neuanfang in der ProA machte. Spohr erzielte im Verlauf der Saison 2017/18 durchschnittlich 14,6 Punkte pro Begegnung und war damit zweitbester Hagener Werfer im Verlauf des Zweitligaspieljahres. In der Saison 2018/19 war er mit 14,2 Punkten pro Spiel bester Korbschütze der Hagener Mannschaft. Am Ende der Saison 2021/22 gab Spohr, der in Hagen Spielführer war, seinen Rücktritt vom Leistungssport bekannt.

## Sonstiges
Nach dem Abitur absolvierte er eine Banklehre, anschließend nahm er ein Fernstudium auf. Nach dem Ende seiner Laufbahn als Berufsbasketballspieler wurde er 2022 bei Phoenix Hagen in der Geschäftsstelle für Vertriebs- und Vermarktungsbelange zuständig. Er gab Ende September 2024 das Ende seiner Tätigkeit bei den Hagenern bekannt.